# Scalopidiidae
Scalopidiidae is een familie van krabben, behorende tot de superfamilie Goneplacoidea.

## Taxonomie
De volgende geslachten zijn bij de familie ingedeeld: 
- Caenopedia Ng & Castro, 2013
- Scalopidia Stimpson, 1858